# Rod Frawley
Rod Frawley (n, 8 de septiembre de 1952 en Brisbane, Australia) es un jugador de tenis australiano. En su carrera ha conquistado 6 torneos ATP y su mejor posición en el ranking de individuales fue Nº43 en diciembre de 1980, en el de dobles fue Nº23 en marzo de 1980.